# Yupik
Los yupiks (tb. escrito <cup'ig> o <yup'ik>, etimológicamente «personas reales»)son pueblos aborígenes que habitan en la península de Chukotka, en Siberia; en la isla San Lorenzo (Alaska), y en Alaska, especialmente en el occidente, en el delta del Yukón, la cuenca del Kuskokwim y las islas Nunivak y Nelson y, al sur, en la península de Kenai, la isla Kodiak y el Prince William Sound. Son aproximadamente 21.000 personas.

## Cultura

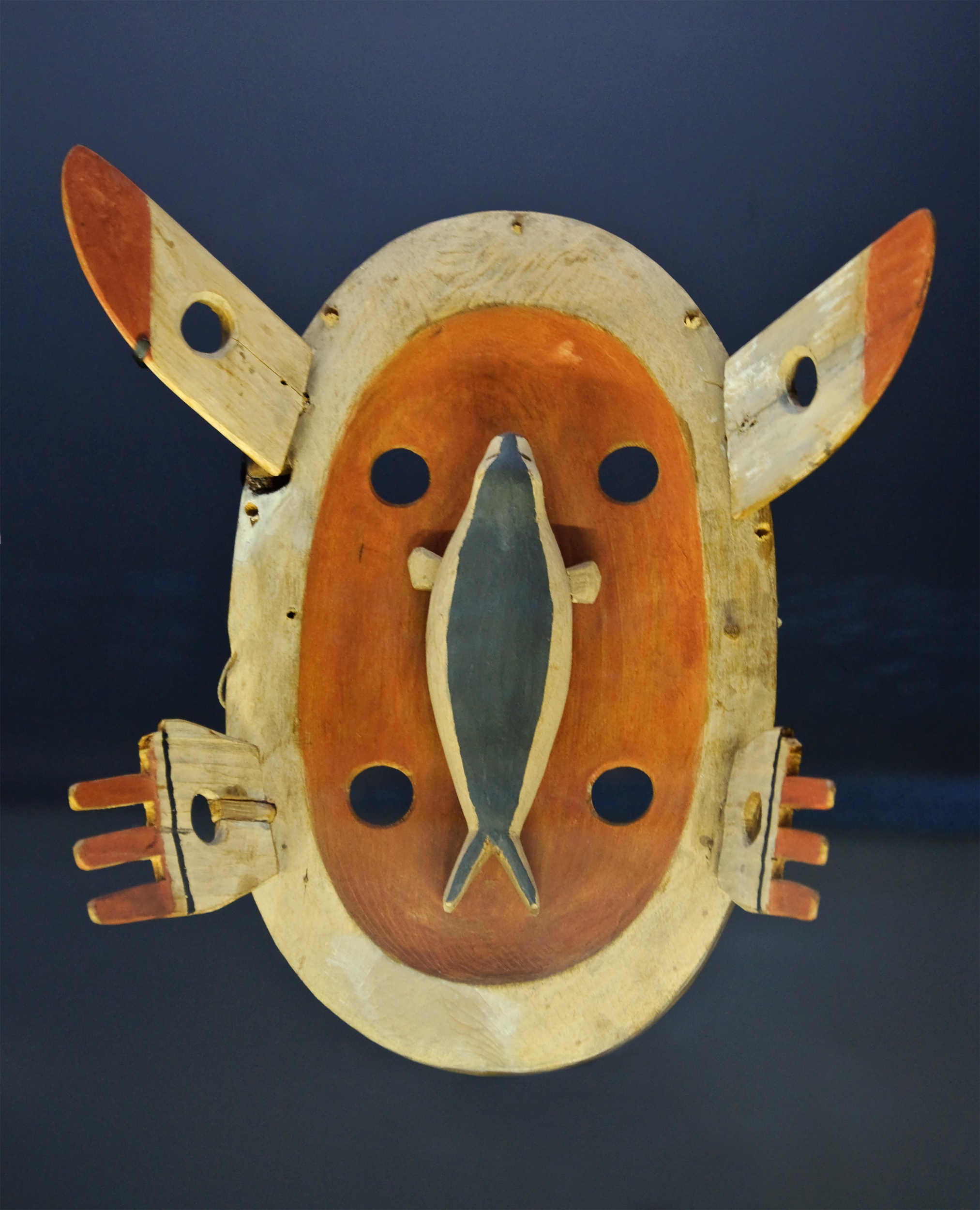
Máscara yup'ik, colección del Alaska State Museum.

Tradicionalmente las familias pasan la primavera y el verano en un campamento de pesca, y luego se reúnen todas para el invierno. Muchas familias todavía basan su alimentación en los recursos tradicionales, especialmente el salmón y las focas.
El qasgiq, casa común de los hombres, es el centro comunitario para ceremonias y fiestas en las que se canta, se baila y se cuentan historias. También es el lugar donde los hombres enseñan a los niños técnicas de caza y supervivencia. Los niños también aprenden allí a construir herramientas y los kayaks con los que navegaban, caracterizados por la cubierta de cuero, que le permite unirse al vestido del pasajero, para mantener la parte inferior del cuerpo seco incluso en caso de volcarse. Las herramientas tradicionales utilizadas para la caza y la pesca, tales como arpones, lanzas, cuchillos, anzuelos, están trabajadas en metal, hueso o piedra. El qasgiq era utilizado principalmente durante los meses de invierno, pues desde la primavera hasta el otoño las familias se dispersaban buscando fuentes de sustento.
La casa de la mujer o ena, fue construida tradicionalmente al lado, y en algunos casos estaba unida al qasgiq por un túnel. Las mujeres enseñan allí a las niñas a coser, cocinar y tejer. Los chicos viven con su madre hasta la edad de cinco años, luego se trasladan al qasgiq. Cada invierno, durante un período de tres a seis semanas, las niñas y los niños son intercambiados y mientras los hombres les enseñan a las niñas las técnicas de la caza, la supervivencia y la fabricación de herramientas, las mujeres les enseñan a los chicos a cocinar y coser.
El vestido tradicional de los yupiks es de pieles, usado tanto por hombres y mujeres, al que confeccionan con el máximo cuidado, dotándolo de capucha anti hielo, mangas y bolsillos. El vestido típico incluye impermeable de intestino de foca y una especie de gafas de madera para proteger los ojos, y raquetas para la nieve.
La danza en grupo generalmente parece estática, pues todos los movimientos se hacen exclusivamente con la parte superior del cuerpo, a menudo utilizando un abanico, que recuerda los utilizados en las danzas cheroquis. Además de bailar, les gusta pasar los largos meses de invierno con los concursos de poesía de bienvenida, con los juegos de grupo y canciones acompañadas por el tambor, instrumento que también se utiliza en ceremonias religiosas.

## Lenguas
El 75 % de los yupiks hablan su lengua originaria, en realidad actualmente cuatro lenguas diferentes: el naucano del norte de Chukotka; el chaplino o ungazigmit del sur de Chukotka y la isla de San Lorenzo; el yup'ik o kup'ig de Alaska occidental y el alutiiq del sur de Alaska. Aunque se trata de lenguas claramente diferenciadas, en el caso de la de Alaska occidental a su vez con varios dialectos, los yupiks consiguen entenderse al conversar. Los sirenekis hablaban su propio idioma, el sirenik, mucho más diferenciado e ininteligible con las lenguas yupiks, pero el último hablante de este idioma murió en 1997, y ahora hablan chaplino como sus vecinos, con los que están muy relacionados.

## «Esquimales»

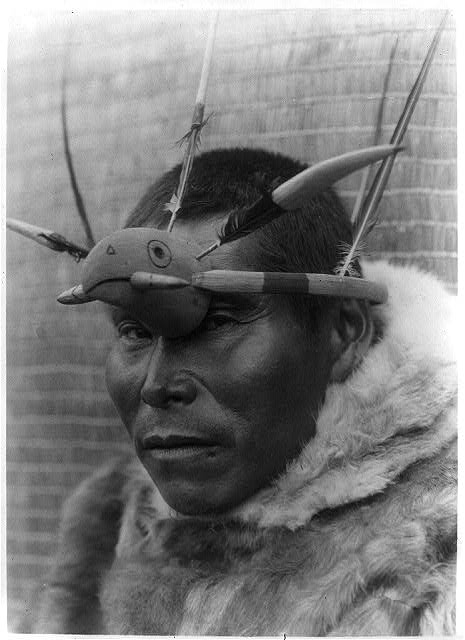
Hombre yupik (o cup'ig) de la isla Nunivak.

Tanto los rusos como los norteamericanos designan a los yupiks como esquimales (en ruso эскимосы eskimósy y en inglés Eskimos), al igual que a los inuits. Los estudios genéticos demuestran el origen común de los dos pueblos, por ejemplo de los naucanos con los inuits de Canadá y Groenlandia. Sin embargo la separación ha producido una diferenciación lingüística y cultural y a la vez la incorporación a los yupiks de etnias como los sirenikis que parecen haberse separado mucho antes de los inuit y tienen relaciones genéticas mayores con los aleutas y con el pueblo de la cultura Dorset.